# きのくに志学館
きのくに志学館（きのくにしがくかん）とは、和歌山県和歌山市西高松にある施設である。図書館と公文書館からなる複合施設である。

## 概要
きのくに志学館は、和歌山県立図書館・和歌山県立図書館文化情報センター・和歌山県立文書館からなる複合施設として開館した。なお、きのくに志学館とは、3施設の総称であり愛称である。

## 沿革
- 1993年7月 - 和歌山県立図書館、和歌山県立図書館文化情報センター、和歌山県立文書館の複合施設「きのくに志学館」として開館。

## 和歌山県立図書館
和歌山県立図書館は、1908年（明治41年）に和歌山城二の丸にて開館した。その後、建て替えや大戦期前後の混乱もあったが、長らく和歌山城内に立地していた。和歌山城内には、県立図書館以外にも、二の丸に和歌山県立博物館や和歌山県立美術館（現在の和歌山県立近代美術館）、西の丸に和歌山市役所や和歌山市消防局舎等の様々な行政施設が存在していたが、和歌山城が国指定の史跡であることもあり、城外移転も検討されていた。
1993年（平成5年）に、和歌山大学経済学部跡地（旧和歌山高等商業学校跡地）に複合施設として新築移転した。ちなみに、同じく和歌山県立博物館等も1993年に和歌山大学教育学部跡地へ移転している。近年、市消防局舎も移転している。

### 沿革
- 1908年6月 - 和歌山県立図書館として和歌山城内にて開館。蔵書数は約8,000冊。
- 1938年6月 - 2代目本館新築完成。
- 1945年1月 - 海草地方事務所に移転。
- 1946年6月 - 和歌山城内に戻る。
- 1951年11月 - 田辺市に紀南分館を設置。
- 1964年5月 - 那賀町立図書館内に、紀北分館を設置。
- 1972年12月 - 紀南分館に新館が竣工。
- 1993年7月 - 複合施設「きのくに志学館」として移転開館。
- 1996年2月 - 新館開館からの延べ入館者数が100万人を突破。
- 1998年11月 - 新館開館からの延べ入館者数が200万人を突破。
- 2001年8月 - 新館開館からの延べ入館者数が300万人を突破。
- 2005年1月 - 県立紀南図書館（旧：紀南分館）が県立情報交流センター内に開館。
- 2017年12月 - 館内に南葵音楽文庫開設。

### 開館時間
- 火曜日-金曜日：午前10時-午後7時（本館児童室は午後5時まで）
- 土・日・祝日：午前10時-午後6時（本館児童室は午後5時まで）

和歌山県立図書館では、2007年度から利便性を向上させるため、全ての祝日で開館している。なお、月曜日は休館日となっている。

## 和歌山県立文書館
和歌山県立文書館は、平成5年（1993年）に開館した。貴重な歴史資料となる古文書、公文書、行政刊行物等の収集・保存・活用を主たる目的としている。

### 所蔵資料
- 公文書・古文書21,800点
- 行政資料72,200点
- 歴史図書等31,000点

※2007年3月末現在

#### 内訳
公文書
- 知事部局（本庁）の永久保存文書
- 歴史的価値があると認められる廃棄文書
- 和歌山県報（明治33年-昭和58年）
- 官報（明治37年-昭和58年）
- 法令全書（昭和15年-昭和58年）

古文書
- 館蔵文書
- 寄贈文書
- 寄託文書

行政資料
- 和歌山県議会議案書等（明治36年-）
- 議会時報（昭和45年-平成13年）
- 和歌山県統計書・統計年鑑（明治30年-）
- 市町村決算（財政）の概況（昭和31年-）
- 国勢調査報告（大正9年-）

歴史図書
- 紀伊続風土記
- 紀伊名所図会
- 和歌山県史（全24巻）
- 和歌山県史料
- 和歌山県政史（全5巻）
- 都道府県史・県政史
- 和歌山県議会史
- 都道府県議会史
- 和歌山県内市町村史（誌）
- 和歌山県文化財調査報告書
- 南紀徳川史

新聞
- 紀伊毎日（明治31年-大正9年）
- 大阪毎日新聞和歌山版（大正15年-昭和19年）
- 和歌山新報（明治41年-昭和7年）
- 和歌山新聞（昭和15年-昭和24年）
- 和歌山日日（昭和3年-昭和17年）
- 朝日新聞和歌山版（大正4年-昭和46年）
- 牟婁新報（明治33年-大正12年）
- 紀南新聞（大正12年-昭和14年）
- 熊野太陽（昭和7年-昭和9年）
- 熊野新聞（昭和16年-昭和17年）
- 和歌山タイムス（明治44年-大正4年）

### 沿革
- 1993年7月 - 複合施設「きのくに志学館」内に開館。

### 利用情報
開館時間
- 平日：午前10時-午後6時
- 土・日・祝日：午前10時-午後5時
- 振替休日：午前10時-午後5時

休館日
- 月曜日（祝日、振替休日と重なるときは、その後の平日）
- 年末年始（12月29日-1月3日）
- 館内整理日

1月：4日（1月4日が月曜日の時は1月5日）、2月-12月：第2木曜日（祝日と重なる場合は、その翌日）
- 特別整理期間

年に一度10日間（時期不確定）

## 和歌山県立図書館文化情報センター

### 沿革
- 1993年7月 - 開設。

## 交通機関
- 南海和歌山市駅2番のりば、JR和歌山駅2番のりばから和歌浦方面へ向かう和歌山バスに乗車し、高松バス停下車、徒歩約3分